# Обри, Джеймс
Джеймс Обри (англ. James Aubreye; 28 августа 1947 — 6 апреля 2010) — британский актёр театра и кино.

## Театральная биография
Родился в семье военного офицера.
В 1970 г. окончил Лондонский Центр Драмы.
В 1962 г. дебютировал в театре Уилмингтон Плейхауз (Делавэр, США), сыграв роль Филиппа в спектакле по пьесе Роберта Л. Джозефа «Остров детей». В этой же роли он впервые выступил на Бродвее в театре Cort Theatre.
В 1970—1972 гг. — в городском театре Глазго (Citizens' Theatre).
В июне 1973 г. дебютировал на сцене Королевского придворного театра (Royal Court Theatre) в роли констебля в пьесе «Роскошь» (Magnificence) Ховарда Брентона.
В 1973—1974 гг. играл в Cambridge Theatre Company в спектакле по пьесе Оливера Голдсмита «Унижение паче гордости» (Диггори) и в «Двенадцатой ночи» Уильяма Шекспира (Эндрю Эгьюйчик).
В сезоне 1974—1975 гг. — в Роял Шекспир Компани. Играл Себастьяна в шекспировской «Буре» и ветреного дворянина Пенку в пьесе «Мера за меру».
В 1975 г. сыграл Орландо в пьесе Шекспира «Как вам это понравится?» в Бирмингемском Театре (Birmingham Repertory Theatre).
Его наиболее яркой ролью считается образ Тома в постановке 1977 г. «Стеклянный зверинец» по произведению Тенесси Уильямса (лондонский Shaw Theatre).
В 1978 г. сыграл Эдгара в «Короле Лире» на сценах Prospect Theatre и театра «Олд Вик», а в 1979 г. снова с Cambridge Theare Company участвовал в турне, участвуя в постановках по пьесам Майкла Кристофера «Коробочка с тенями» (Марк) и From the Greek Фредерика Рафаэля (Тони).

## Фильмография
1. Brief Encounters (сериал) (2005)
Brief Encounters … Harry
2. Government Inspector, The (ТВ) (2005)
Government Inspector, The … David Chidgey
3. Шпионские игры (2001)
Spy Game … Mitch Alford
4. Кейзэлеты (сериал) (2001)
Cazalets, The … Raymond Castle
5. Врачи (сериал) (2000—2009)
Doctors … James Evelyn
6. Страж апокалипсиса (ТВ) (1997)
Apocalypse Watch, The … Winston Ross
7. Дэлзил и Пэскоу (сериал) (1996—2008)
Dalziel and Pascoe … Lord 'Tiger' Harper
8. Безмолвный свидетель (сериал) (1996—2008)
Silent Witness … DI Hartley
9. Choir, The (сериал) (1995)
Choir, The … Alan Ashworth
10. A Fatal Inversion (сериал) (1992)
A Fatal Inversion … Dr. Swiftson
11. Биение сердца (сериал) (1992—2009)
Heartbeat … Gordon Purvis
12. Демон перед глазами (1991)
Der Mann nebenan … Brian Kotowsky
13. Buddy’s Song (1991)
Buddy’s Song … Adrian
14. Final Frame, The (ТВ) (1990)
Final Frame, The … Paul Mandell
15. Глубокое погружение (1990)
Rift, The … Contek 1
16. Клич свободы (1987)
Cry Freedom … 2nd Passport Control officer
17. Инспектор Морс (сериал) (1987—2000)
Inspector Morse … Pathologist
18. Штормовые наездники (1986)
Riders of the Storm … Claude
19. Lovejoy (сериал) (1986—1994)
Lovejoy … Michael Fairfax
20. Последнее место на Земле (сериал) (1985)
Last Place on Earth, The … сэр Эрнест Шеклтон
21. Lytton’s Diary (сериал) (1985—1986)
Lytton’s Diary … Mark
22. Чисто английское убийство (сериал) (1984—2009)
Bill, The … Dr. Fowler-West
23. Вечно молодой (1983)
Forever Young … James
24. Голод (1983)
Hunger, The … Ron
25. Большое Надувательство Рок-н-ролла (1980)
Great Rock 'n' Roll Swindle, The … Record Executive
26. Minder (сериал) (1979—1994)
Minder … Graham Hurst
27. Home Before Midnight (1979)
Home Before Midnight … Mike Beresford
28. Непридуманные истории (сериал) (1979—1988)
Tales of the Unexpected … Robert Simpson
29. Terror (1978)
Terror … Philip
30. Галилео (1975)
Galileo … Monk-Scholar
31. Летучий отряд Скотланд-Ярда (сериал) (1975—1978)
Sweeney, The … Horace Reynes
32. Сексуальный вор (1973)
Sex Thief, The … 1st Reporter
33. Ферма Эммердейл (сериал) (1972—2009)
Emmerdale Farm … Rev. Bill Jeffries
34. Van der Valk (сериал) (1972—1992)
Van der Valk … Jan
35. BBC Play of the Month (сериал) (1965—1983)
BBC Play of the Month … Lacroix
36. Повелитель мух (1963)
Lord of the Flies … Ralph
37. Автомобили Z (сериал) (1962—1978)
Z Cars … Skipton